# Cédric Klapisch

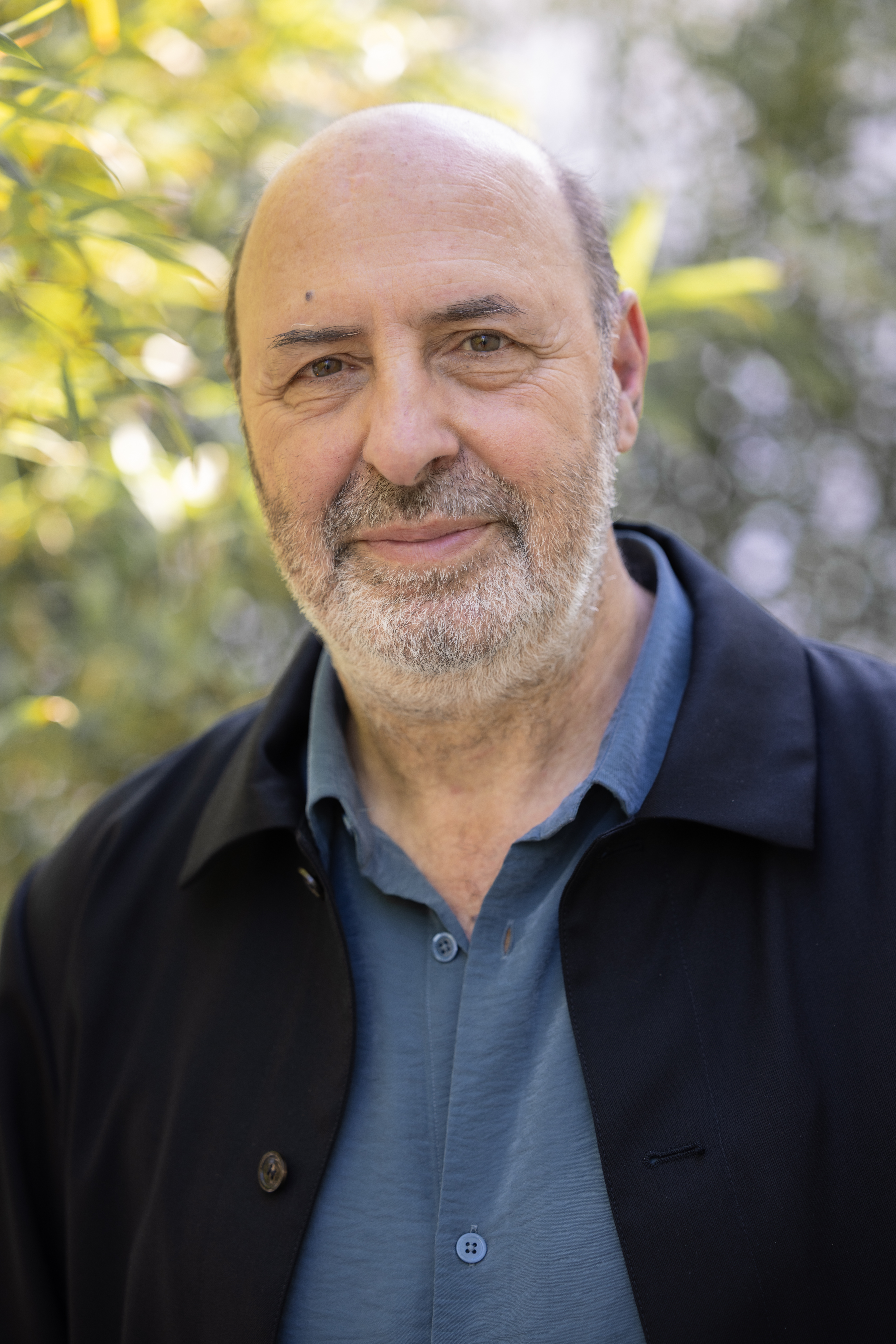
Cédric Klapisch (2025)

Cédric Klapisch (* 4. September 1961 in Neuilly-sur-Seine) ist ein französischer Regisseur, Schauspieler und Drehbuchautor.

## Leben
Klapisch wurde als Sohn jüdischer Eltern geboren. Seine mütterlichen Großeltern sowie ein Urgroßvater auf der väterlichen Seite wurden während des Zweiten Weltkriegs nach Auschwitz deportiert und kamen im Konzentrationslager ums Leben. Nach dem Baccalauréat studierte Klapisch zunächst Philosophie. Das Studium brach er aber ab, um sich 1982 an der Filmhochschule La Fémis zu bewerben. Die Bewerbung wurde schließlich abgelehnt. Danach begann er ein Studium der Filmwissenschaft. In seiner Abschlussarbeit mit dem Titel Le non-sens au cinéma, 6ème sens du 7ème art beschäftigte er sich mit Tex Avery, Woody Allen und den Marx Brothers. Auch eine neuerliche Bewerbung an der La Fémis wurde abgelehnt.
Im Jahr 1984 zog Klapisch in die USA und besuchte dort für zwei Jahre die New York University. Zwischen 1983 und 1985 drehte er erste Kurzfilme. Nach dem Studium kehrte er nach Frankreich zurück und drehte einige Dokumentationen für das französische Fernsehen. Einen ersten Erfolg verbuchte er 1989 mit dem Kurzfilm Ce qui me meut, der ihm 1990 eine César-Nominierung einbrachte. Mit Kleine Fische, große Fische drehte er 1992 seinen ersten Spielfilm, für den er erneut für einen César nominiert wurde.
Mit … und jeder sucht sein Kätzchen schuf Klapisch 1996 eine Stadtteilstudie, die ihre Wirkung durch ihre Authentizität entfaltet. Dafür wurde er unter anderem mit dem FIPRESCI-Preis auf der Berlinale ausgezeichnet. Im selben Jahr erschien auch der Film Typisch Familie!, der in Frankreich über zwei Millionen Zuschauer in die Kinos lockte. Der Film wurde mit drei Césars ausgezeichnet, unter anderem erhielt Klapisch den Preis in der Kategorie Bestes Drehbuch. 1998 gründete er zusammen mit Bruno Lévy die Produktionsfirma „Ce qui me meut“, benannt nach einem seiner Kurzfilme.
1999 drehte Klapisch den Science-Fiction-Film Peut-être, der sich als Flop entpuppte und zumeist negative Kritiken erhielt. Mit seinem nächsten Film, der Low-Budget-Produktion L’auberge espagnole, konnte er wieder Erfolge feiern. In kommerzieller Hinsicht ist der Film über eine Gruppe von Erasmus-Studenten, die in Barcelona in einer Wohngemeinschaft zusammenlebt, mit über fünf Millionen Zuschauern weltweit sein bisher erfolgreichster Film; unter anderem war er für den Europäischen Filmpreis nominiert. Die 2005 erschienene Fortsetzung L’auberge espagnole – Wiedersehen in St. Petersburg, in der einige der Darsteller des Vorgängers, darunter Romain Duris, Audrey Tautou und Cécile De France, erneut mitwirkten, konnte an den Erfolg des ersten Teils anknüpfen und erhielt von Kritikern ebenfalls positive Resonanz. Mit Beziehungsweise New York folgte 2013 ein dritter Teil der Reihe.
2008 stellte Klapisch den Episodenfilm So ist Paris fertig. In Anlehnung an die sozialkritischen Komödien des Briten Ken Loach schrieb und drehte er mit Mein Stück vom Kuchen (2010) eine französische Variante des Feelgood-Movies.
Seit 2014 ist Klapisch mit der Drehbuchautorin und Regisseurin Lola Doillon verheiratet. Aus der Verbindung ging bereits 2007 ein Sohn hervor.

## Filmografie
- 1984: Glamour toujours (Kurzfilm)
- 1984: Jack le menteur (Kurzfilm)
- 1986: In Transit (Kurzfilm)
- 1989: Ce qui me meut (Kurzfilm)
- 1992: Kleine Fische, große Fische (Riens du tout)
- 1994: 3000 scénarios contre un virus (Kurzfilme: Poisson rouge und La Chambre)
- 1995: Abschlussklasse: Wilde Jugend – 1975 (Le péril jeune)
- 1995: Lumière et compagnie (Dokumentarfilm mit Kurzfilm von Klapisch)
- 1996: … und jeder sucht sein Kätzchen (Chacun cherche son chat)
- 1996: Typisch Familie! (Un air de famille)
- 1998: Le ramoneur des lilas (Kurzfilm)
- 1999: Peut-être
- 2002: L’auberge espagnole
- 2003: Not For, Not Against – Es gibt kein Zurück (Ni pour ni contre (bien au contraire))
- 2005: L’auberge espagnole – Wiedersehen in St. Petersburg (Les poupées russes)
- 2008: So ist Paris (Paris)
- 2010: Mein Stück vom Kuchen (Ma part du gâteau)
- 2013: Beziehungsweise New York (Casse-tête chinois)
- 2015: Call My Agent! (Dix pour cent, Fernsehserie, zwei Folgen)
- 2017: Der Wein und der Wind (Ce qui nous lie)
- 2019: Einsam Zweisam (Deux moi)
- 2022: Das Leben ein Tanz (En corps)
- 2025: Die Farben der Zeit (La venue de l’avenir)

## Auszeichnungen (Auswahl)
César
- 1990: Nominierung in der Kategorie Bester Kurzfilm für Ce qui me meut
- 1993: Nominierung in der Kategorie Bestes Erstlingswerk für Kleine Fische, große Fische
- 1997: Bestes Drehbuch für Typisch Familie!
- 1997: Nominierung in der Kategorie Bester Film für Typisch Familie!
- 1997: Nominierung in der Kategorie Beste Regie für Typisch Familie!
- 2003: Nominierung in der Kategorie Beste Regie für L’auberge espagnole
- 2003: Nominierung in der Kategorie Bester Film für L’auberge espagnole
- 2003: Nominierung in der Kategorie Bestes Drehbuch für L’auberge espagnole
- 2009: Nominierung in der Kategorie Bester Film für So ist Paris

Europäischer Filmpreis
- 2002: Nominierung für den Jameson-Publikumspreis in der Kategorie Beste Regie für L’auberge espagnole[9]

Internationale Filmfestspiele Berlin
- 1996: FIPRESCI-Preis (Panorama) für … und jeder sucht sein Kätzchen

Internationales Filmfestival von Brisbane
- 2003: Publikumspreis für L’auberge espagnole

Internationales Filmfestival von Gijón
- 2002: Nominierung in der Kategorie Bester Film für L’auberge espagnole

Internationales Filmfestival Karlovy Vary
- 2002: Publikumspreis und Nominierung für den Crystal Globe für L’auberge espagnole

Prix Lumières
- 1997: Bestes Drehbuch und Beste Regie für Typisch Familie!
- 2003: Bestes Drehbuch für L’auberge espagnole

Internationales Filmfestival von Sydney
- 2003: Publikumspreis für L’auberge espagnole